# Dialogus
Dialogus je nábožensko-politický spis z 15. století, hlavní dílo Jana z Rabštejna. Má předchůdce v humanistických dialozích, hlavně Petrarcových a Eneáše Piccolominiho, ale i Jana Troestra. Dialogus poprvé objevil František Palacký.[zdroj?]

## O díle
Dílo je literární fikce, zasazená do vnějšího rámce dopisu, formálně adresovaného italskému právníku Janu Grassovi – tímto přihlášením se ke svému pavijskému učiteli chtěl nejspíše Rabštejn zvýšit váhu svých právnických dedukcí. 
Příběh vypráví o tom, že po návratu z Itálie má autor možnost setkat se se třemi katolickými pány rozdílné politické linie, nechat se zasvětit do příčin domácího rozbroje a zaujmout stanovisko k válce rozpoutané proti Jiříkovi z Poděbrad. Tato fikce je porušována tím, že do ní autor začleňuje časové narážky i na události pozdější, než byla doba jeho návratu. Navíc ví v Dialogu leccos autor sám lépe, než jeho dialogičtí zasvěcovatelé. 
Rabštejn vykreslil vyhraněné postavy diskutujících šlechticů, např. krvežíznivého Zdeňka ze Šternberka, usvědčovaného z křiklavé nedůslednosti v poměru ke králi, nebo Viléma z Rabí, bodrého, útočného odpůrce odbojných snah (projevuje politické sympatie s utrakvisty). Dále Jana ze Švamberka, dobrého, pasivního a dobromyslného, ale málo informovaného velkopřevora ztotožňujícího neutrální stanovisko samotného autora.
Sám autor vystupuje jako „čtvrtá“ postava, s uznávanou právnickou a humanistickou převahou, která přebírá myšlení za ostatní účastníky hovoru, přejímá teoretické výklady s humanistickou povýšeností. Projevuje se zde humanistická útočnost spolu s ironií a sarkasmem.
Rabštejn ve vlastním přesvědčení nesouhlasí s potlačováním kacířství „ohněm a mečem“, hledá cesty „rozumnosti a humanity“, ale své názory vyjadřuje jen jako disputační námět, nikoliv formou určitého tvrzení. To znamená, že ve svém podání je Rabštejn na stanovisku zcela středověkém, pouze polemizuje. Náboženská válka přináší lidu zkázu, to Rabštejn ví, ale bude raději „po papežsku“ trpět.
Poslední část díla vyznívá rezignovaně: „již několikrát jsme pánu naznačili, co z toho vzejde, nicméně on chce, aby se věc řešila ohněm a mečem, přiznáváme, že to je naše zkáza, ale dějž se vůle papežova a stolice apoštolské...“. Tento závěr je v tragickém rozporu s Rabštejnovým češstvím.
V díle kritizuje Zdeňka za krádeže, loupeže a kořistění, boření domů a zapalování. Vilémovi vkládá do úst větu „kdyby to bylo známo papežovi“, jako by doufal, že při vyšší informovanosti by papež zakročil.